# & Juliet
& Juliet est une comédie musicale juke-box montée en 2019. Sur des chansons de Max Martin et un livret de David West Read, elle aborde de nombreux thèmes tels le féminisme, le passage à l'âge adulte, la non-binarité, les tensions familiales et le processus créatif.

## Résumé
Alors qu'elle s'éveille, Juliet découvre le corps sans vie de Romeo à ses côtés. Si elle pense un temps au suicide, la jeune fille ne peut se résoudre à mourir.
L'héritière Capulet décide de fuir en compagnie de ses proches : April, May et sa nurse Angelique l'accompagnent à Paris. Quelle vie l'attend à présent ? Que veut-elle vraiment ? Et qui est Juliet sans Romeo ?
Sans le savoir, Juliet et ses amis sont la cible des différends entre William Shakespeare et sa femme, Anne Hathaway, bien décidée à mettre son grain de sel dans la trame...

## Argument détaillé

### 1eracte
Shakespeare est introduit au public par sa troupe lors des premières répétitions de Romeo and Juliet (Larger than Life). A son tour, Shakespeare présente sa femme, Anne Hathaway, venue tout spécialement de Stratford-upon-Avon pour voir la pièce. Au grand dam de son époux, elle lui suggère de changer la fin et s'interroge : que se serait-il passé si Juliet ne s'était pas suicidée (I Want It That Way) ?
Malgré sa réticence, Shakespeare laisse Anne exposer son idée. Elle reprend alors la pièce sur la scène de la crypte. Juliet s'éveille, voit Romeo étendu sans vie à ses côtés... Et, contre toute attente, refuse de rejoindre son mari dans la mort (...Baby One More Time).
Aux funérailles de Romeo, Juliet découvre avec effarement que son époux avait connu de nombreux amants et maîtresses (Show Me the Meaning of Being Lonely). Pour couronner le tout, sa liaison avec Romeo est révélée et la jeune fille apprend que ses parents veulent l'envoyer au couvent.
Heureusement, Juliet peut compter sur son entourage : May et sa nurse Angelique lui viennent en aide. De son côté, Anne s'écrit un rôle dans la pièce, celui d'une autre amie de Juliet prénommée April. Le quatuor décide de fuir pour visiter Paris (Domino). Anne inclut Shakespeare dans son histoire en tant que cocher et le voyage en France débute (Show Me Love).
Une fois parvenus à la capitale, ils ont vent d'un bal en l'honneur de François Du Bois, un jeune noble. Au grand désespoir de François, son père Lance lui impose une choix cornélien : le mariage ou la carrière militaire. Pendant ce temps, Juliet, Angelique, May et April se faufilent à la réception (Blow). François remarque leur arrivée mais ne les dénonce pas.
May révèle à Juliet son mal-être : en tant que personne non-binaire, les concepts genrés et les langues genrées, comme le français, l'excluent implicitement (I'm Not a Girl, Not Yet a Woman).
Plus tard dans la soirée, François et Juliet commencent à sympathiser. Chacun a souffert d'un carcan familial et de la pression sociétale. Ils partagent leurs expériences (Overprotected). François se croit attiré par Juliet et danse avec elle (Confident).
Angelique et Lance passent la nuit ensemble ; il s'avère qu'elle était autrefois la nourrice de ses enfants. Lance lui demande de rester mais Angelique refuse pour s'occuper de Juliet (Teenage Dream / Break Free).
Juliet se réveille aux côtés de François. Ce dernier la demande en mariage et Juliet, horrifiée, se remémore sa relation précédente avec Romeo (Oops!... I Did It Again). Lorsque ses parents la confrontent pour l'emmener au couvent, la jeune Capulet est prise au piège. Pour éviter d'entrer dans les ordres, elle accepte la proposition de l'héritier Du Bois. D'un même coup, elle découvre la relation passée entre Angelique et Lance.
Anne s'offusque de cette union et confronte Shakespeare sur l'absence de mariages heureux. Ce dernier veut reprendre son rôle de dramaturge en chef et introduit un conflit dans la pièce d'Anne. Le dramaturge pousse François et May à se revoir. Après que le tandem ait partagé un baiser spontané, le couple naissant se retrouve face à ses contradictions (I Kissed a Girl).
Pour pimenter encore la trame, Shakespeare veut ressusciter Romeo. Malgré les protestations d'Anne, il met son rebondissement à exécution. Romeo débarque sur scène et déclame son retour. Sous le regard incrédule de Juliet, il déclare être revenu d'entre les morts pour elle (It's My Life). Le premier acte se clôt sur ce coup de théâtre.

### 2eacte
Romeo retrouve Juliet. Il lui "pardonne" de ne pas s'être suicidée et espère bien reprendre sa relation maritale avec elle (Love Me Like You Do). Perdue, Juliet avoue à Romeo ses fiançailles avec François (Since U Been Gone).
Les plans de Shakespeare pour réunir ses amants maudits sont contrecarrés par Anne : sous son impulsion, Juliet refuse de retourner auprès de Romeo. Lorsque le dramaturge s'insurge, son épouse rétorque que cette pièce est importante pour elle et affirme qu'il se soucie plus de son travail que de sa propre famille. Le conflit dégénère. De colère, Anne brise la plume de Shakespeare : aucun d'eux ne pouvant plus interagir dans l'intrigue, leurs personnages sont désormais libres d'agir comme bon leur semble.
May confronte François. Le jeune Du Bois a choisi de taire ses sentiments à son encontre ; il a toujours l'intention d'épouser Juliet (Whataya Want From Me). Peu après, Juliet trouve du réconfort auprès de May et lui apprend que Romeo a menti durant toute leur relation. François s'inquiète car il n'ose toujours pas avouer à Juliet son véritable amour pour May.
Romeo et Juliet se rencontrent à nouveau. Ils se questionnent sur leurs doutes respectifs. Romeo reconnaît avoir toujours été superficiel mais insiste sur le fait qu'il a changé : Juliet lui a donné envie d'être une meilleure personne (One More Try). Malgré leur liaison récente, Juliet reste incertaine (Problem / Can't Feel My Face). Shakespeare tente encore d'interférer. Il se fait passer pour le frère de François et invite Romeo à rejoindre sa bande, laquelle jouera au mariage de Juliet et François... Angelique, pour sa part, demande Lance en mariage.
Anne s'aperçoit que Juliet est toujours amoureuse de Romeo. Elle lui narre alors sa propre romance avec Shakespeare (That's the Way It Is).
Lors de la cérémonie, Shakespeare, May, François, Lance et Romeo interprètent Everybody. François commence à lire ses vœux (As Long as You Love Me). Cependant, au dernier moment, Juliet et François décident de renoncer à cet engagement sans amour. Devant l'assemblée, François déclare ses sentiments pour May (It's Gonna Be Me). Cet acte courageux pousse Romeo à agir : il réitère sa flamme pour Juliet.
Les parents Capulet insistent pour que leur fille rentre à Vérone, arguant qu'ils savent ce qui est le mieux pour elle. Juliet s'indigne et s'oppose à sa famille (Stronger).
Conscient d'avoir blessé son fils, Lance s'excuse auprès de François et donne sa bénédiction pour sa relation avec May (Shape of My Heart). Angelique rassure Juliet, lui promettant qu'elle ne la quittera jamais (Fuckin' Perfect). Mais Juliet comprend qu'Angelique est sincèrement éprise de Lance et que sa nurse a déjà beaucoup sacrifié pour elle. Elle la pousse à s'unir à l'homme qu'elle aime.
L'héritière Capulet décide d'avoir confiance en elle-même et de prendre son destin en main (Roar).
Shakespeare se plaint qu'Anne ait ruiné sa pièce : il fulmine d'avoir ramené Romeo à la vie, uniquement pour donner à Anne la fin heureuse à laquelle elle aspirait pour Juliet. Anne réfute cette affirmation. Elle n'avait qu'un seul but, que Juliet fasse ses propres choix. Réalisant qu'il a affecté son épouse, le dramaturge s'excuse (I Want It That Way – Reprise).
Shakespeare et Anne s'accordent enfin sur le dénouement. Il n'est pas nécessaire d'avoir une fin définitive, seul compte un nouveau départ. Angelique et Lance se marient. François et May s'investissent enfin dans une vraie relation, confiante et assumée. Romeo s'excuse auprès de Juliet. Les anciens amants maudits décident de se donner une nouvelle chance lors d'un premier rendez-vous.
Pour conclure sur une note positive, Shakespeare et la troupe entonnent Can't Stop the Feeling.

## Distribution et personnages
| Personnages           | Manchester / West End                              | Toronto / Broadway                                | Melbourne            |
| --------------------- | -------------------------------------------------- | ------------------------------------------------- | -------------------- |
| Juliet Capulet        | Miriam-Teak Lee                                    | Lorna Courtney                                    | Lorinda May Merrypor |
| Anne Hathaway / April | Cassidy Janson                                     | Betsy Wolfe                                       | Amy Lehpamer         |
| William Shakespeare   | Oliver Tompsett                                    | Stark Sands                                       | Rob Mills            |
| Lance Du Bois         | David Bedella / Nicolas Colicos                    | Paulo Szot                                        | Hayden Tee           |
| May                   | Arun Blair-Mangat / Alex Thomas Smith / Joe Foster | Justin David Sullivan                             | Jesse Dutlow         |
| Romeo Montague        | Jordan Luke Gage / Tom Francis                     | Ben Jackson Walker                                | Blake Appelqvist     |
| Angélique / La Nurse  | Melanie La Barrie / Keala Settle / Malinda Parris  | Melanie La Barrie / Keala Settle / Malinda Parris | Casey Donovan        |
| François Du Bois      | Tim Mahendran / Billy Nevers                       | Philippe Arroyo                                   | Yashith Fernando     |

## Chansons du spectacle
| Interprètes                                                                  | Chansons                            | Artistes originaux                        |
| Acte 1                                                                       | Acte 1                              | Acte 1                                    |
| ---------------------------------------------------------------------------- | ----------------------------------- | ----------------------------------------- |
| William Shakespeare et sa troupe                                             | Larger than Life                    | Backstreet Boys                           |
| Anne Hathaway, Shakespeare et la troupe                                      | I Want It That Way                  | Backstreet Boys                           |
| Juliet                                                                       | …Baby One More Time                 | Britney Spears                            |
| Rosaline, Anne, Shakespeare, Lord Capulet, Lady Capulet, Juliet et la troupe | Show Me the Meaning of Being Lonely | Backstreet Boys                           |
| Juliet, Anne, Angelique et May                                               | Domino                              | Jessie J                                  |
| Juliet, Anne, Angelique, May et la troupe                                    | Show Me Love                        | Robyn                                     |
| Juliet, Anne, Angelique, May et la troupe                                    | Blow                                | Kesha                                     |
| May et Juliet                                                                | I'm Not a Girl, Not Yet a Woman     | Britney Spears                            |
| Francois et Juliet                                                           | Overprotected                       | Britney Spears                            |
| Juliet, Francois, Angelique et la troupe                                     | Confident                           | Demi Lovato                               |
| Angelique et Lance                                                           | Teenage Dream / Break Free          | Katy Perry / Ariana Grande feat. Zedd     |
| Juliet et Angelique                                                          | Oops!…I Did It Again                | Britney Spears                            |
| May, François et la troupe                                                   | I Kissed a Girl                     | Katy Perry                                |
| Romeo, Shakespeare, Juliet, Anne et la troupe                                | It's My Life                        | Bon Jovi                                  |
| Acte 2                                                                       |                                     |                                           |
| Romeo                                                                        | Love Me Like You Do                 | Ellie Goulding                            |
| Juliet et les filles de la troupe                                            | Since U Been Gone                   | Kelly Clarkson                            |
| May et François                                                              | Whataya Want From Me                | Adam Lambert                              |
| Juliet, Romeo et la troupe                                                   | One More Try                        | Chanson originale                         |
| Juliet, Romeo et la troupe                                                   | Problem / Can't Feel My Face        | Ariana Grande et Iggy Azalea / The Weeknd |
| Anne et Juliet                                                               | That's the Way It Is                | Céline Dion                               |
| Shakespeare, Romeo, May, François, Lance et la troupe                        | Everybody (Backstreet's Back)       | Backstreet Boys                           |
| François, Shakespeare, Romeo et May                                          | As Long as You Love Me              | Backstreet Boys                           |
| François et May                                                              | It's Gonna Be Me                    | *NSYNC                                    |
| Juliet                                                                       | Stronger                            | Britney Spears                            |
| Lance, François et May                                                       | Shape of My Heart                   | Backstreet Boys                           |
| Angelique et la troupe                                                       | Fuckin' Perfect                     | P!nk                                      |
| Juliet et la troupe                                                          | Roar                                | Katy Perry                                |
| Shakespeare, Anne, Juliet, Romeo et la troupe                                | I Want It That Way (Reprise)        | Backstreet Boys                           |
| Shakespeare, Anne et la troupe                                               | Can't Stop the Feeling!             | Justin Timberlake                         |

## Production

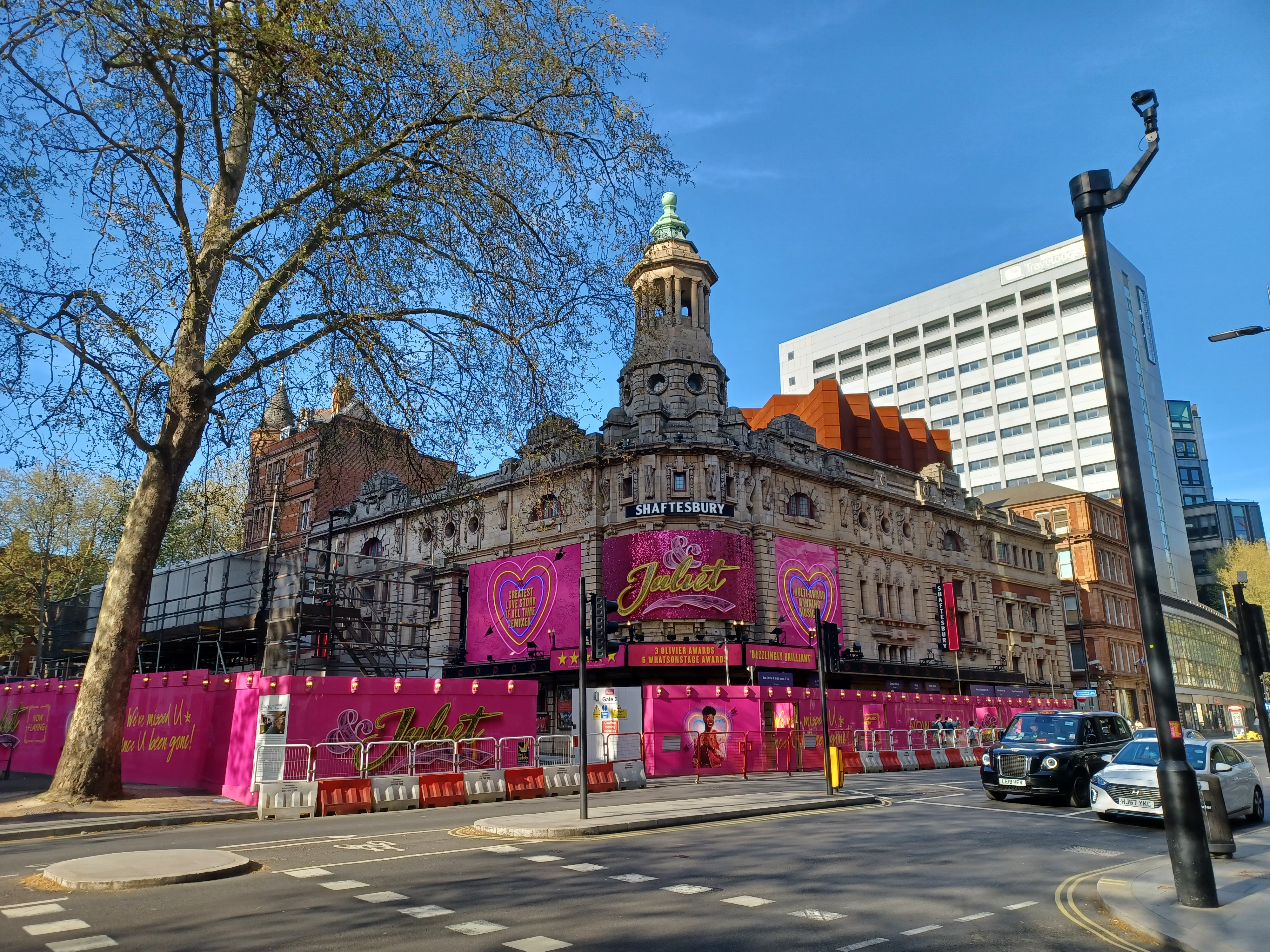
Le Shaftesbury Theatre aux couleurs de & Juliet.

& Juliet réunit les chansons de l'auteur-compositeur suédois Max Martin sur un livret de David West Read. Un seul titre original est composé pour le spectacle, One More Try.
L'intrigue est une réinterprétation moderne et pop de Romeo and Juliet où l'héroïne ne se suicide pas à la fin de la pièce shakespearienne. Selon l'interprète principale Miriam-Teak Lee, & Juliet est « une histoire sur l'amour propre, l'émancipation, la confiance. [...] Nous parlons de thèmes tout à fait dans l'air du temps : la libération de la femme, la communauté LGBTQ… [Ce sont] des sujets que l'on devrait évoquer quotidiennement, comme une norme ».
Les costumes sont volontairement anachroniques et modernes. Le style de Romeo se définit par exemple comme « la rencontre entre La Fureur de vivre et Harry Styles au Met Gala » d'après la créatrice Paloma Young,.
La première de & Juliet s'est tenue au Manchester Opera House en septembre 2019. Deux mois plus tard, le spectacle est déplacé dans le West End.

## Réception
Aux Laurence Olivier Awards, & Juliet reçoit neuf nominations et remporte trois récompenses dont meilleure actrice dans une comédie musicale pour Miriam-Teak Lee,. La production du West End détient le record du plus grand nombre de nominations aux WhatsOnStage Awards, où elle remporte six récompenses.

### Nominations et récompenses détenues par la production originale du West End
| Année | Récompenses                  | Catégorie                                      | Nomination                        | Résultat   |
| ----- | ---------------------------- | ---------------------------------------------- | --------------------------------- | ---------- |
| 2020  | Laurence Olivier Awards      | Best New Musical                               | Best New Musical                  | Nomination |
| 2020  | Laurence Olivier Awards      | Best Actress in a Musical                      | Miriam-Teak Lee                   | Lauréat    |
| 2020  | Laurence Olivier Awards      | Best Actor in a Supporting Role in a Musical   | David Bedella                     | Lauréat    |
| 2020  | Laurence Olivier Awards      | Best Actress in a Supporting Role in a Musical | Cassidy Janson                    | Lauréat    |
| 2020  | Laurence Olivier Awards      | Best Theatre Choreographer                     | Jennifer Weber                    | Nomination |
| 2020  | Laurence Olivier Awards      | Best Set Design                                | Soutra Gilmour                    | Nomination |
| 2020  | Laurence Olivier Awards      | Best Costume Design                            | Paloma Young                      | Nomination |
| 2020  | Laurence Olivier Awards      | Best Lighting Design                           | Howard Hudson                     | Nomination |
| 2020  | Laurence Olivier Awards      | Original Score or New Orchestrations           | Dominic Fallacaro et Bill Sherman | Nomination |
| 2020  | Black British Theatre Awards | Best Female Actor in a Musical                 | Miriam-Teak Lee                   | Lauréat    |
| 2020  | Mousetrap Awards             | Best Musical                                   | Best Musical                      | Nomination |
| 2020  | Mousetrap Awards             | Spectacular Set                                | Spectacular Set                   | Lauréat    |
| 2020  | Mousetrap Awards             | Best Female Performer                          | Miriam-Teak Lee                   | Nomination |
| 2020  | Mousetrap Awards             | Saved The Day                                  | Grace Mouat                       | Nomination |